# Forget-me-not ～勿忘我～
《forget-me-not ～勿忘我～》（日語：forget-me-not ～ワスレナグサ～）是日本女子組合FLOWER的第3張單曲，於2012年8月22日由Sony Music Associated Records發行。

## 概要
- 與前作的｢SAKURA後悔」相隔約6個月後的單曲。
- 此歌曲是組合第一首歌曲成為電視動畫的歌曲。
- 單曲以「初回生產限定盤(CD+DVD+相片集)」、「通常盤」及「機動戰士鋼彈AGE盤／期間生産限定」三種版本發售。任何版本的初回印刷版都附上限定活動的參加券。
- 「機動戰士鋼彈AGE盤／期間生産限定」至同年9月30日為止期間限定發行。

## 收錄曲

### 初回生産限定盤
CD
1. forget-me-not 〜勿忘我〜　[4:53]
作詞：川村結花；作曲：三橋隆幸；編曲：Jin Nakamura
MBS・TBS系『機動戰士鋼彈AGE』第四部・三世代編（第40話-第49話(最終話)）片尾曲
2. Your Gravity　[3:00]
日本電視台系『GURU GURU 99』片尾曲
3. CALL　[5:34]
4. forget-me-not 〜勿忘我〜(instrumental)　[4:51]

DVD
1. 「forget-me-not 〜勿忘我〜」 MUSIC VIDEO
2. 「forget-me-not 〜勿忘我〜」 MUSIC VIDEO MAKING

### 通常盤
1. forget-me-not 〜勿忘我〜
2. Your Gravity
3. CALL
4. forget-me-not 〜勿忘我〜(instrumental)

### 機動戰士鋼彈AGE盤
1. forget-me-not 〜勿忘我〜
2. Still　[4:09]
作詞：松尾潔；作曲：川口大輔；編曲：中野雄太
3. SAKURA後悔　[5:11] 
作詞：松尾潔；作曲・編曲：中野雄太
4. forget-me-not 〜勿忘我〜(instrumental)

## 外部連結
- YouTube上的Flower 『forget-me-not 〜勿忘我〜』
- Flower官方網站（页面存档备份，存于） （日語）
- 官網唱片介紹
  - 《forget-me-not 〜勿忘我〜》【初回生產限定盤】（页面存档备份，存于） （日語）
  - 《forget-me-not 〜勿忘我〜》【通常盤】（页面存档备份，存于） （日語）
  - 《forget-me-not 〜勿忘我〜》【機動戰士鋼彈AGE盤】（页面存档备份，存于） （日語）